# مارك ترافرز
مارك ترافرز (مواليد 18 مايو 1999) هو لاعب كرة قدم أيرلندي يلعب في مركز حارس المرمى في نادي بورنموث.

## روابط خارجية
- مارك ترافرز على موقع الاتحاد الدولي (مؤرشف)  (الإنجليزية)
- مارك ترافرز على موقع الاتحاد الأوربي (الإنجليزية)
- مارك ترافرز على موقع قاعدة بيانات كرة القدم.إي يو (الإنجليزية)
- مارك ترافرز على موقع ناشيونال فوتبول تيمز (الإنجليزية)
- مارك ترافرز على موقع Soccerbase.com (لاعب) (الإنجليزية)
- مارك ترافرز على موقع Soccerway.com (الإنجليزية)
- مارك ترافرز على موقع عالم كرة القدم.نت (الإنجليزية)